# Пиджак

Однобортный (слева) и двубортный пиджаки

Пиджа́к (от англ. pea-jacket) — часть костюма, верхняя одежда с открытым отложным воротником и застёгивающимися на пуговицы полами. Служит верхней частью классического мужского костюма.
Пиджаки бывают однобортными и двубортными.

## История
Первые пиджаки носили моряки и рабочие в качестве производственной одежды.

## Конструкция пиджака
- Крой — существуют два основных вида кроя пиджака: однобортный и двубортный. Однобортный пиджак имеет один ряд пуговиц, а его свободный конец имеет ширину, достаточную исключительно для того, чтобы быть застёгнутым на пуговицы. Двубортный пиджак в свою очередь имеет два ряда пуговиц, а свободный конец при застёгивании покрывает оба ряда. Наиболее популярным в настоящее время является однобортный вариант[4].
- Лацканы — отвороты, доходящие до верхних пуговиц. Бывают различной ширины, а также трёх видов: заострённой формы, прямоугольной формы и наклонной («падающей») формы; а также сплошные, когда лацкан и воротник составляют одно целое («апаш»).
- Петлица — представляют собой разрез на левом лацкане (может отсутствовать).
- Пуговицы пиджака — пришиваются в том месте, где обычно заканчивается лацкан пиджака. Количество пуговиц может различаться в зависимости от покроя пиджака. Однобортный пиджак имеет один ряд пуговиц числом от одной до четырёх, хотя наиболее распространённый вариант — две-три пуговицы. Нижняя пуговица, как правило, не застёгивается. Одна пуговица традиционно используется на смокинге, однако встречаются смокинги на двух и трёх пуговицах. Двубортные пиджаки обычно имеют от двух до шести пуговиц в два ряда[5]. Пиджаки на трёх пуговицах были популярны в конце XIX — начале XX века и в начале XXI века. На двух — в 1920—1950-е годы. На одной — в 1980—1990-е годы.
- Пуговицы рукава — располагаются в нижней части рукавов, обычно в количестве трёх-четырёх, и в настоящее время выполняют исключительно декоративную функцию. В связи с этим в большинстве случаев пришиваются «намертво». В то же время на многих высококачественных пиджаках, в том числе на пошитых на заказ, пуговицы могут расстёгиваться. Таким образом, оставляя одну из пуговиц незастёгнутой, обычно привлекают внимание к этой детали костюма, а также подчёркивают эксклюзивность и качественность пиджака[6].
- Боковые карманы — могут быть как с клапанами, так и без них. Последние являются наиболее формальным вариантом, так как являются практически незаметными. Также карманы могут быть втачными и накладными. Последние используются исключительно в неофициальном костюме — на спортивных пиджаках и блейзерах. Карманы некоторых изделий производители часто зашивают наглухо для того, чтобы они сохранили товарный вид как в процессе транспортировки, так и в торговом зале магазина при примерках и потом распарываются хозяевами после покупки[7].
- Нагрудный карман — предназначен исключительно для помещения в него специального декоративного платка (паше). В мужских пиджаках присутствует по умолчанию, в женских — в зависимости от модели.
- Внутренние карманы — служат для ношения бумажника, футляра для визиток, ручки, мобильного телефона, портсигара и иных некрупных и в то же время важных предметов. Могут быть различного фасона в зависимости от назначения и производителя пиджака.
- Шлицы — представляют собой разрезы на нижнем окончании швов спинки пиджака. Предназначены для улучшения подвижности при ношении пиджака, а также для облегчения доступа к задним брючным карманам. Пиджаки могут поставляться в трёх исполнениях: с одиночной центральной шлицей, с двумя боковыми шлицами, а также совсем без шлиц. Пиджаки с двумя шлицами приняты в классическом английском костюме, без шлиц наиболее популярны в континентальной Европе, а с одной шлицей — в Америке[6].